# Neculai Vasilcă
Neculai Vasilcă   (Bacău, 28 de novembre de 1955) és un jugador d'handbol romanès, ja retirat, que va competir durant les dècades de 1970 i 1980.
El 1980 va prendre part en els Jocs Olímpics d'Estiu de Moscou, on guanyà la medalla de bronze en la competició d'handbol. Hi va jugar quatre partits, i marcà sis gols. Quatre anys més tard, als Jocs de Los Angeles, guanyà novament la medalla de bronze. Hi va jugar cinc partits i hi marcà un gol.
Una vegada retirat va exercir d'entrenador, entre d'altres, del GSV Eintracht Baunatal d'Alemanya.